# Romairon
Romairon is een plaats en voormalige gemeente in het Zwitserse kanton Vaud, en maakt deel uit van het district Jura-Nord vaudois.
Romairon telde 32 inwoners op 31 december 2010.

## Geschiedenis
Op 1 juli 2011 is het met de gemeenten Fontanezier, Vaugondry en Villars-Burquin samengevoegd tot de gemeente Tévenon.